# Giambattista Nolli

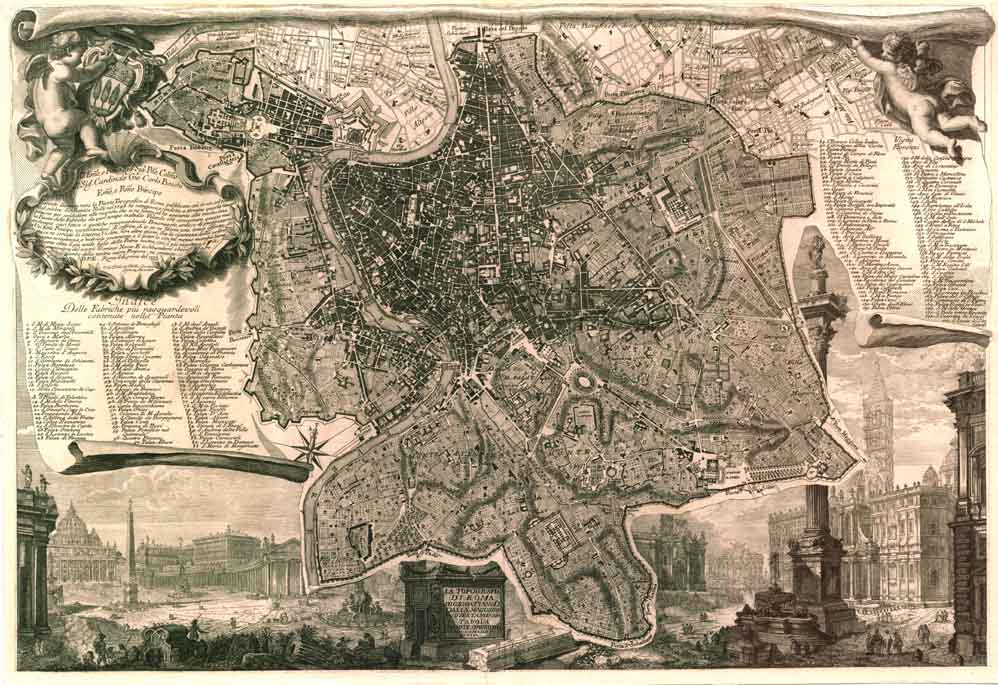
Nuova Pianta di Roma, 1748. Version réduite gravée par Piranèse.

Giambattista Nolli, né le 9 avril 1701 à Côme et décédé le 3 juillet 1756 à Rome est un architecte et cartographe comasque.

## Biographie
Giambattista Nolli débute comme géomètre dans le nord de l'Italie. Il participe à la réalisation du cadastre du duché de Milan entre 1722 et 1724 et à la mesure du duché de Savoie de 1728 à 1731. Il s'établit à Rome à partir de 1735. 
Il est l'architecte de l'église Santa Dorotea dans Trastevere (1751–1756) et de l'église Sant'Alessio sur l'Aventin (1743).

## Le grand plan de Rome
Il est surtout connu par un grand plan de Rome, dont il entreprend le relevé en seulement deux ans (1736-1738) à la demande de trois érudits romains : Diego Revillas, Antonio Baldani et Alessandro Gregorio Capponi. Le plan est gravé et publié sous le titre de Nuova Pianta di Roma, en 1748, en 16 feuilles in-folio et 16 in-4°.
Ce plan dit Plan de Nolli, d'une très grande exactitude, a servi de référence à la cartographie romaine jusque dans les années 1970. Giambattista Nolli en donna lui-même une réduction la même année, en collaboration avec le graveur Piranèse. Le plan a pour particularité de représenter le plan intérieur de tous les édifices importants à accès public. Il propose également une reconstitution de l'emprise au sol de certains monuments antiques. 